# Arenaria nevadensis
Arenaria nevadensis är en nejlikväxtart som beskrevs av Pierre Edmond Boissier och Reuter. Arenaria nevadensis ingår i släktet narvar, och familjen nejlikväxter. Inga underarter finns listade i Catalogue of Life.